# 伊斯坦堡地鐵2號線
伊斯坦堡地鐵2號線（土耳其語：M2），正式名稱為M2耶尼卡普－哈西奧斯曼地鐵線，是一條全長23.5公里，共16個車站，屬於伊斯坦堡地鐵的地鐵路線。此線以淺綠線標示。 2號線來往薩勒耶爾南部的哈西奧斯曼至伊斯坦堡歷史半島法蒂赫中南部的耶尼卡普。穿梭列車由薩納伊來往塞蘭特皮和土耳其電信競技場。此線每日有32萬人次乘搭，是伊斯坦堡地鐵最繁忙的路線，也是伊斯坦堡地鐵第二長的路線。只有伊斯坦堡地鐵1號線長度更長。

## 外部連結
维基共享资源上的相關多媒體資源：伊斯坦堡地鐵2號線
- İstanbul Ulaşım – M2 Yenikapı - Haciosman Metro Line (official webpage)

Template:伊斯坦堡地鐵